# Ulla Håkansson
Ulla Margareta Mileva Håkansson (Motala, 9 de noviembre de 1937) es una jinete sueca que compitió en la modalidad de doma.
Participó en cuatro Juegos Olímpicos de Verano, entre los años 1972 y 1996, obteniendo en total dos medallas de bronce en la prueba por equipos, en Múnich 1972 (junto con Ninna Swaab y Maud von Rosen) y en Los Ángeles 1984 (con Louise Nathhorst e Ingamay Bylund), y el quinto lugar en Atlanta 1996, en la misma prueba.
Ganó una medalla de bronce en el Campeonato Mundial de Doma de 1998 y dos medallas de bronce en el Campeonato Europeo de Doma, en los años 1971 y 1997.

## Palmarés internacional
| Juegos Olímpicos   | Juegos Olímpicos             | Juegos Olímpicos  | Juegos Olímpicos |
| Año                | Lugar                        | Medalla           | Categoría        |
| ------------------ | ---------------------------- | ----------------- | ---------------- |
| 1972               | Múnich (RFA)                 | Medalla de bronce | Por equipos      |
| 1984               | Los Ángeles (Estados Unidos) | Medalla de bronce | Por equipos      |
| Campeonato Mundial |                              |                   |                  |
| Año                | Lugar                        | Medalla           | Categoría        |
| 1998               | Roma (Italia)                | Medalla de bronce | Por equipos      |
| Campeonato Europeo |                              |                   |                  |
| Año                | Lugar                        | Medalla           | Categoría        |
| 1971               | Wolfsburgo (RFA)             | Medalla de bronce | Por equipos      |
| 1997               | Verden (Alemania)            | Medalla de bronce | Por equipos      |